# زوارة الخميس (مسلسل)
زوارة الخميس، مسلسل تلفزيوني كويتي، إنتج وعرض في عام 2010. كتبته هبة مشاري حمادة وأخرجه محمد القفاص.

## قصة العمل
تدور الأحداث داخل أسرة مكونه من الأب والأم والأبناء والأحفاد يسكنون جميعًا في منزل واحد والمشاكل التي يتعرض لها كل شخص داخل المنزل والتي تحصل أمام الأطفال الذين يسجلون ما يرونه بذاكرتهم ويقومون بنقله إلى اجدادهم.

## الشخصيات
- سعاد عبد الله .. في دور موزة الأم.
- محمد المنصور .. في دور ثنيان الأب.
- خالد البريكي .. في دور الابن الأكبر سعود.
- مرام .. في دور أمينة زوجة سعود.
- خالد أمين .. في دور الابن الثاني مرزوق.
- لمياء طارق .. في دور دلال زوجة مرزوق.
- مشاري البلام .. في دور الابن الثالث أحمد.
- ملاك .. في دور تسنيم زوجة أحمد.
- حسين المهدي .. في دور الابن الرابع فيصل.
- فاطمة الصفي .. في دور زينة زوجة فيصل.
- حمد العماني .. في دور الابن الخامس عز.
- بثينة الرئيسي .. في دور الابنة شاهة.
- عبد الله بهمن .. في دور منصور زوج شاهة.
- إلهام الفضالة .. في دور نادية شقيقة موزة.
- شجون الهاجري .. في دور موزه ابنه نادية.
- حمد أشكناني .. في دور سالم ابن نادية.
- ياسة .. في دور أم نصيب.
- غدير صفر .. في دور رشا.
- غرور .. في دور أم خالد.
- فهد باسم .. في دور خالد.
- شوق .. في دور غادة.